# 費穆 (北魏)
費 穆（ひ ぼく、477年 - 529年）は、北魏の軍人。字は朗興。本貫は代郡。

## 経歴
梁州鎮将の費万の子として生まれた。剛直勇壮で志操堅く、経書や史書を渉猟して、功名を尊び好んだ。宣武帝の初年、松陽男の爵位を嗣いだ。後に夏州別駕に任じられた。まもなく寧遠将軍の号を加えられ、涇州平西府長史に転じた。ときに涇州刺史の皇甫集は霊太后の母方の伯父であり、外戚の親族であることをたのんで、非法のことが多かった。費穆は真顔で正論を唱えて諫めたので、皇甫集もかれをはばかった。安定郡太守に転じ、そのまま長史となった。洛陽に召還されて、左軍将軍の号を受け、河陰県令に転出した。その統治は厳粛で紀律公正であるとの評判を取った。
521年（正光2年）、柔然の郁久閭婆羅門が涼州で北魏に降った。522年（正光3年）、その部下たちが飢えに駆られて辺境の町を略奪した。費穆は孝明帝の命を受けてかれらを宣撫し、みな帰順させた。翌年、再び郁久閭婆羅門が離反し、涼州に侵入した。費穆は輔国将軍・仮征虜将軍・尚書左丞・西北道行台に任じられ、そのまま別将となって婆羅門を討った。費穆が涼州に到着すると、柔然は逃走した。費穆は精鋭の騎兵を山谷に伏せさせ、弱った歩兵を外の陣営に置いて敵の攻撃を誘った。柔然の物見の騎兵が費穆の陣を偵察し、弱っていると信じてそう報告すると、まもなく柔然は競ってやってきた。費穆が伏兵で攻撃し、柔然を破り、その部帥の鬱厥烏爾・俟斤の什代らを斬って、生口や雑畜の多くを捕らえた。
六鎮の乱が起こると、費穆は別将となり、都督の李崇の下で北伐した。都督の崔暹が敗北したため、李崇は軍を返そうと諸将と会議して、要衝となる朔州に駐屯する将軍の推挙を求めた。諸将は費穆を推挙し、費穆は朔州刺史となった。まもなく雲州刺史に転じた。費穆は離散した人々を呼び集めて、すこぶる人心を得た。このころ北魏の北辺の州鎮はみな反乱側についたが、ひとり費穆は1城に拠って、四面の敵と対峙していた。長らく援軍はやってこず、交通は遮断されて、食糧と武器も尽きた。費穆は抗戦の不可能を悟って、城を棄てて南に逃れ、秀容で爾朱栄の保護を受けた。洛陽に帰着して任地失陥の罪を謝すと、孝明帝によりもとの階位にとどめられた。
526年（孝昌2年）、絳郡と北絳郡の蜀が反乱を起こすと、費穆は都督となり、これを討って鎮圧した。前将軍・散騎常侍の位を受け、平南将軍・光禄大夫に転じた。李洪の宗教反乱が陽城で起こり、南朝梁と連携したため、費穆は武衛将軍を兼ね、兵を率いてこの反乱を討ち、関口の南で破った。金紫光禄大夫の位を受け、正式に武衛将軍となった。
528年（武泰元年）、爾朱栄が洛陽に向かうと、霊太后は費穆を召し出し、小平に駐屯させた。4月、爾朱栄が孝荘帝を推戴すると、費穆は河梁を守ることができず、爾朱栄に降った。費穆は爾朱栄の旧知の人物ではなかったため、爾朱栄はその帰順を喜んだ。費穆は洛陽の百官たちが爾朱栄を軽侮していると告げ、大いに誅罰を行って、あらためて親党を樹立すべきだと煽った。爾朱栄はかれの意見を容れて、河陰の変が起こった。同年（建義元年）同月、爾朱栄が洛陽に入ると、費穆は中軍将軍・吏部尚書となり、魯県開国侯に封じられ、さらに夏州大中正を領した。
5月、南朝梁の将軍の曹義宗が荊州に進攻すると、費穆は使持節・征南将軍・都督南征諸軍事・大都督となり、荊州を救援した。同年（永安元年）10月、費穆はひそかに軍を進め、南朝梁の軍の不意を突いて撃破し、曹義宗を生け捕りにして洛陽に送った。功績により衛将軍に転じ、趙平郡開国公に封を進めた。使持節に転じ、侍中・車騎将軍・仮儀同三司・前鋒大都督を加えられた。529年（永安2年）、費穆は大将軍元天穆とともに邢杲の反乱を討って、鎮圧した。5月、元顥が南朝梁の後援を受けて北進してくると、孝荘帝は河内郡に避難し、元顥は洛陽に入った。費穆は元天穆とともに山東の地を平定すると、軍を返して元顥を攻撃した。費穆は先駆けて虎牢を包囲し、攻め落とす寸前まできたが、元天穆が黄河を北に渡ってしまったため、後援もなく孤立し、やむなく元顥に降った。元顥は費穆を召し入れると、河陰の変の責任を追及して非難した。6月己丑、引き出されて殺害された。享年は53。孝荘帝が洛陽に帰還すると、侍中・司徒公の位を追贈された。諡は武宣といった。

## 子女
- 費慶遠（永安年間、龍驤将軍・青州開府司馬）
- 費孝遠（後を嗣いだ。天平年間、東魏から離反して関中に入った）

## 伝記資料
- 『魏書』巻44 列伝第32
- 『北史』巻50 列伝第38